# Kurba Mala
Kurba Mala je nenaseljeni otočić u Kornatima. Otok leži između krajnje južne točke otoka Lavdare i otoka Brušnjaka. Susjedni otoci su Vela Skala i Vela Balabra.
Njegova površina iznosi 0,423 km². Dužina obalne crte iznosi 3,86 km. Najviši vrh je visok 54 m/nm i nalazi se na istočnoj strani otoka.